# D-アミノ酸オキシダーゼ
D-アミノ酸オキシダーゼ(D--amino acid oxidase, DAAO, DAO, OXDA, DAMOX)は、補因子としてFADを含むペルオキシソーム酵素の一つである。酵母菌からヒトにかけて、広く存在する。しかし、バクテリアと植物には存在しない。この酵素はD-アミノ酸を相当するイミノ酸に変換し、同時にアンモニアと過酸化水素を合成する。